# Muzică de mobilier

Erik Satie autoprtret 1913

Muzica de mobilier (fr. Musique d'ameublement) este un nou tip de muzică, creat de compozitorul francez Erik Satie, în anii 1914-1916, și pusă pentru întâia oară în aplicare în 1917-1919. Principiul de bază de construire a noului tip de muzică a fost o repetare aleatorie a uneia sau mai multor segmente/celule sonore (sau fraze tematice), de un număr nelimitat de ori. Neînțeleasă, neapreciată și nesusținută de aproape de niciunul din contemporani, «Muzica de mobilier» și-a depășit vremea cu aproximativ jumătate de secol, iar mai apoi a fost pusă ca fundație în noul curent muzical avantgardist, care a primit în anii 60' numele de Minimalism.